# HMS E36
HMS E36 – brytyjski okręt podwodny typu E. Zbudowany w latach 1915–1916 w John Brown & Company, Clydebank. Okręt został wodowany 16 września 1916 roku i rozpoczął służbę w Royal Navy 16 listopada 1916 roku. Pierwszym dowódcą został Lt. T. B. S. McGregor-Robertson. 
19 stycznia 1917 roku w czasie patrolu na Morze Północne w okolicach Harwich E36 zderzył się z okrętem HMS E43. Nikt z załogi okrętu podwodnego nie ocalał.